# Резолюція Ради Безпеки ООН 2401
Резолюція Ради Безпеки ООН 2401 була прийнята одноголосно 24 лютого 2018 року. Вона закликає до загальнонаціонального припинення вогню в Сирії на 30 днів. Згідно з постановою, припинення вогню не поширюється на військові дії проти Ісламської держави, Аль-Каїди і Джабгат Фатах аш-Шам та їхніх соратників, а також інших терористичних груп, визначених Радою безпеки.
Хоч і Загони народної оборони прийняли резолюцію 2401 і сказали, що вона буде діяти, за інформацією агентства Sana, турецька армія продовжує боротися в Афріні і продовжує атаки після прийняття резолюції.
Президент Франції, Емманюель Макрон, зателефонував до президента Туреччини, Реджепа Таїпа Ердогана, сказавши йому, що перемир'я в Сирії також застосовується і в Афріні.  "Я думаю, що ця резолюція була тут чітко визначена, назвавши саме ті групи, які вважаються звільненими від припинення вогню," сказала прдеставник Державного Департаменту США Гезер Нойєрт. Віце-прем'єр-міністр Туреччини Бекір Боздаг звинуватив Сполучені Штати у використанні підвійний стандартів.